# Marzio Bruseghin
Marzio Bruseghin (Conegliano, 15 giugno 1974) è un ex ciclista su strada italiano, professionista dal 1997 al 2012. Si è classificato terzo al Giro d'Italia 2008.

## Biografia
Nativo di Conegliano, benché originario di Piadera, frazione di Fregona al confine con Vittorio Veneto, è diventato ciclista professionista nel 1997. Corridore completo, pur facendo della cronometro la sua specialità migliore può vantare 5 piazzamenti tra i primi dieci nelle classifiche finali di Grandi Giri (quattro al Giro d'Italia e uno alla Vuelta a España); negli anni si è comunque spesso adattato al ruolo di gregario.

## Carriera
Iniziò la carriera alla Brescialat (nel 1998 Brescialat-Liquigas), trasferendosi alla squadra spagnola Banesto (dal 2001 rinominata iBanesto.com) nel 1999. Dal 2003 al 2005 vestì la maglia della Fassa Bortolo capitanata da Alessandro Petacchi e nel 2005 si piazzò nono al Giro d'Italia, pur lavorando per il velocista spezzino nelle tappe pianeggianti. Nei tre anni alla Fassa Bortolo ottenne diversi altri piazzamenti, tra cui due secondi posti in tappe del Giro d'Italia, un secondo posto al campionato nazionale in linea 2005 ed una sesta piazza al campionato mondiale a cronometro 2004. Nei primi anni di carriera conquistò inoltre la maglia di miglior scalatore al Giro del Trentino 2003 e al Giro d'Abruzzo 1998.
Dal 2006 al 2009 fu in forza alla Lampre di Giuseppe Saronni. Proprio nel 2006 conseguì la prima vittoria da professionista, il titolo italiano a cronometro vinto con 15 secondi di vantaggio su Marco Pinotti; al Giro d'Italia dello stesso anno aveva in precedenza fallito l'obiettivo classificandosi secondo, battuto da Stefan Schumacher, nella tappa di Gemona. Nel biennio seguente si aggiudicò due tappe al Giro d'Italia, una nell'edizione 2007, la cronoscalata da Biella al Santuario di Oropa, l'altra nell'edizione 2008, la cronometro da Pesaro a Urbino.
Proprio al Giro 2008, cui per la prima volta partecipava da capitano, salì sul terzo gradino del podio finale, superando di un solo secondo Franco Pellizotti; anche alla Vuelta a España fece classifica, e si piazzò nono: avendo disputato nello stesso anno anche il Tour de France, risultò uno dei pochi corridori ad aver gareggiato in tutti e tre i Grandi Giri della stagione. Nel 2009 concluse al settimo posto il Giro d'Italia; in agosto trovò poi l'accordo contrattuale con la Caisse d'Epargne, squadra diretta da Eusebio Unzué (per cui aveva già corso tra 1999 e 2002), raggiungendo le file del team spagnolo a partire dalla stagione 2010.
Ha vestito sette volte la maglia azzurra della Nazionale italiana ai campionati del mondo, cinque volte per la prova in linea e due volte per quella a cronometro. Ha contribuito alla conquista dei due titoli iridati di Paolo Bettini nel 2006 a Salisburgo e nel 2007 a Stoccarda; nell'edizione 2008 ha inoltre dato il proprio apporto per il trionfo del compagno di squadra Alessandro Ballan. Sempre nel 2008 sono arrivate le convocazioni sia per la prova in linea che per la cronometro dei Giochi olimpici di Pechino.

## Vita privata
Alcune particolari attività di Bruseghin, oltre la bicicletta, sono la coltivazione d'uva per produrre vino prosecco (12 000 bottiglie l'anno) e l'allevamento di asini: per ricordare quest'ultima passione i suoi tifosi indossano spesso cappelli con orecchie d'asino. È anche appassionato di caccia.

## Palmarès
- 1996 (Dilettanti)

Giro del Casentino
Piccola Sanremo
Trofeo Piva
Astico-Brenta
- 2006

Campionato italiano, Prova a cronometro
- 2007

13ª tappa Giro d'Italia (Biella > Santuario di Oropa, cronometro)
- 2008

10ª tappa Giro d'Italia (Pesaro > Urbino, cronometro)

### Altri successi
- 1998

Classifica Gran Premio della Montagna Giro d'Abruzzo
- 2001

4ª tappa Giro del Portogallo (cronosquadre)
- 2003

Classifica Gran Premio della Montagna Giro del Trentino
- 2007

1ª tappa Giro di Polonia (cronosquadre)

## Piazzamenti

### Grandi Giri
- Giro d'Italia

1998: 80º
1999: 66º
2000: 69º
2001: 16º
2003: 21º
2004: 58º
2005: 9º
2006: 25º
2007: 8º
2008: 3º
2009: 7º
2010: non partito (7ª tappa)
2012: 17º
- Tour de France

2002: 47º
2003: 66º
2004: 68º
2006: 19º
2007: 41º
2008: 27º
2009: 80º
- Vuelta a España

2008: 10º
2010: 20º
2011: 14º

### Classiche monumento
- Milano-Sanremo

1997: 163º
1999: 160º
2001: 103º
2008: 132º
2010: ritirato
2011: 74º
2012: 115º
- Liegi-Bastogne-Liegi

1999: ritirato
- Giro di Lombardia

2004: 6º
2005: 23º
2012: ritirato

### Competizioni mondiali
- Campionati del mondo

Verona 2004 - Cronometro Elite: 6º
Madrid 2005 - Cronometro Elite: 14º
Salisburgo 2006 - In linea Elite: 119º
Stoccarda 2007 - In linea Elite: ritirato
Varese 2008 - In linea Elite: ritirato
Mendrisio 2009 - In linea Elite: ritirato
Melbourne 2010 - In linea Elite: 37º
- Giochi olimpici

Pechino 2008 - Cronometro: 22º
Pechino 2008 - In linea: 62º

## Riconoscimenti
- Atena d'Argento nel 2006